# Johann Baptist Allgaier
Johann Baptist Allgaier (Schussenried, 19 juni 1763 — Wenen, 2 januari 1823) was een Duits schaakgrootmeester.
Hij was zeer godsdienstig en wilde aanvankelijk geestelijke worden. Hij ontdekte echter het schaakspel en was daar zo blij mee dat hij alle geestelijke zaken vergat. Tevens heeft hij in de Turk gezeten. Hij vertrok al gauw naar Oostenrijk en werd rekenmeester in het leger. In 1795 schreef hij een schaakboek waarin hij theorie en praktijk in de schaakpartij behandelde. Nadat hij in 1816 met pensioen gegaan was, legde hij zich volledig op het schaken toe. Bovendien bedacht hij een variant op het Koningsgambiet, te weten het Allgaiergambiet.